# ترتيب الوحدات العسكرية في عملية بربروسا
فيما يلي تشكيل المعركة الألماني والسوفييتي عند اندلاع عملية بربروسا في 22 يونيو 1941 ، والممثل لكلا الطرفين المتحاربين من الشمال إلى الجنوب.

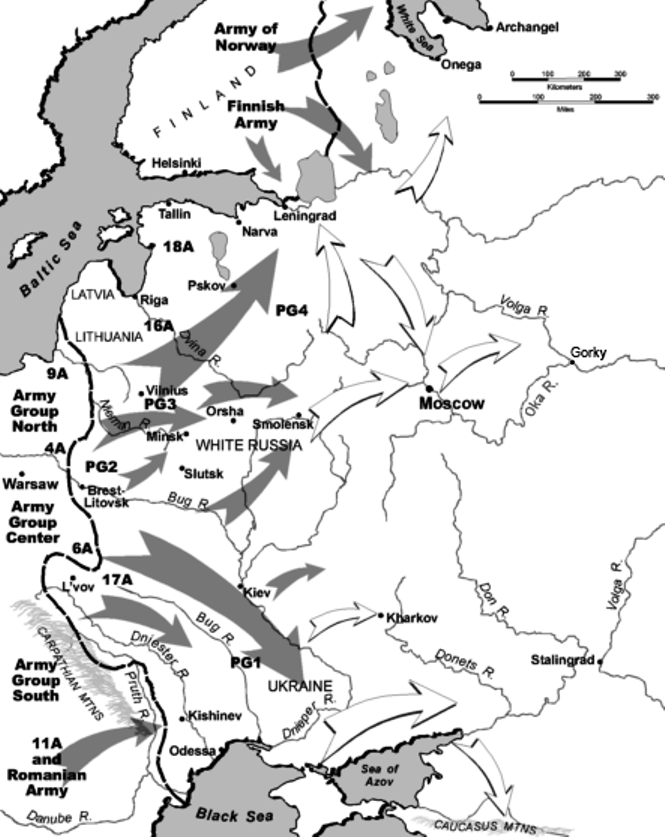
الخطة الأصلية لعملية بربروسا.

## الجيش الألماني (فيرماخت)[1]
تتمركز ثلاث مجموعات عسكرية على طول الحدود بين الرايخ الثالث والاتحاد السوفيتي : مجموعة الجيوش الشمالية، مجموعة الجيوش الوسطى ومجموعة الجيوش الجنوبية. يوجد في هذه المجموعات العسكرية 153 فرقة ألمانية وحلفائها، وحوالي 3 ملايين جندي ألماني، 650 000 جندي من قوات الحلفاء  ، و 625 000 حصان  ، 4 000 دبابة، 3 000 طائرة، و 100 000 الشاحنات ، و 7 000 مدفع من جميع الأنواع .

### مجموعة الجيوش الشمالية
مجموعة جيش الشمال يقودها المارشال فيلهلم ريتر فون ليب، وتتمركز في بروسيا الشرقية في 22 يونيو وتتمثل مهمتها في الاستيلاء على سانت بطرسبرغ  ، في شمال الاتحاد السوفيتي . وهي تحظى بدعم الأسطول الجوي1 للجنرال الألماني ألفرد كيلر .

#### الجيش 16
يقود الجيش 16 الجنرال إرنست بوش (الحزب الشيوعي في تراكينن اليوم إسنايا بوليانا).

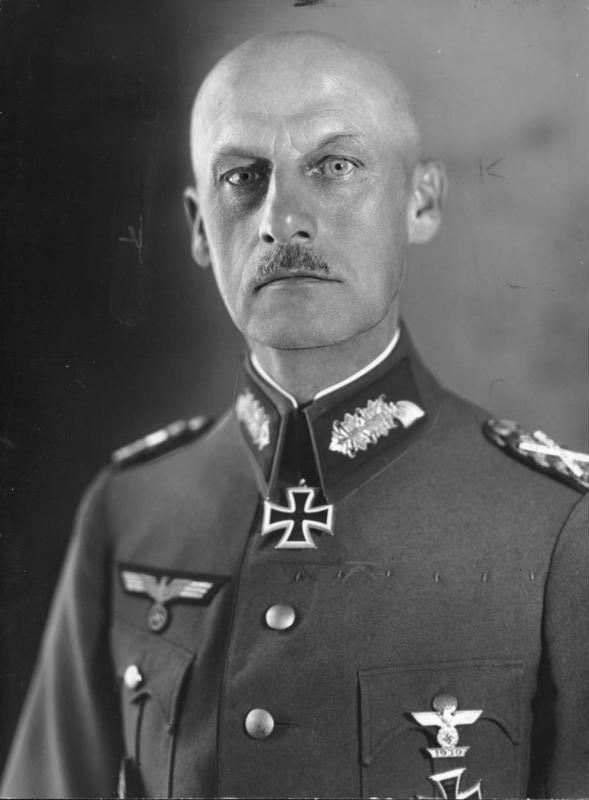
فيلهلم فون ليب ، قائد مجموعة الجيوش الشمالية.

- الفيلق الثاني (الجنرال فون بروكدورف-أهليفيلدت )
  - 603 فوج المدفعية الآلية
  - 782 فوج المدفعية الآلية
  - 803 فوج المدفعية الآلية
  - 600كتيبة مدافع ذاتية الدفع
  - 12فرقة مشاة
  - 32فرقة مشاة
  - 121فرقة مشاة
- فيلق الجيش العاشر (الجنرال هانسن )
  - 610 فوج المدفعية الآلية
  - 514ث فوج الهندسة الآلية
  - 7 فوج البناء الهندسي
  - 30فرقة مشاة
  - 126فرقة مشاة
- الفيلق الثامن والعشرون الألماني(الجنرال ويكتورين )
  - 785 فوج المدفعية الآلية
  - 35 فوج البناء الهندسي
  - 122;فرقة مشاة
  - 123فرقة مشاة
- احتياطيات الجيش 16
  - 151 فوج فلاك ( لوفتفافه )
  - مجموعات فلاك I/13، I/291، I/411 من 151 151 فلاك (لوفتفافه)
  - 280 كتيبة فلاك (هير)
  - 680 فوج مهندس
  - 253فرقة مشاة

#### الجيش الثامن عشر
يقود الجيش الثامن عشر الجنرال غيورغ فون كوخلر (الحزب الشيوعي في هايديكروج اليوم سيلوتي).
- فيلق الجيش الثامن والثلاثون (الجنرال فون شابوي )
  - 58 فرقة مشاة
- فيلق الجيش السادس والعشرون(الجنرال وودريج )
  - فرقة المشاة 217
  - 61فرقة مشاة
  - 402 كتيبة الدراجات
  - 818ال فوج المدفعية الآلية
  - 563 كتيبة آلية مضادة للدبابات
  - 667عشر فوج مهندس
- فيلق الجيش الأول (الجنرال فون بوث )
  - 21فرقة مشاة
  - 1 فرقة مشاة
  - 11 فرقة مشاة
  - 185 مجموعة أسلحة هجومية
  - 609 فوج المدفعية الآلية
  - 110 فوج المدفعية الآلية
  - 604عشر كتيبة فلاك (هير)
- احتياطيات الجيش 18
  - 910عشر مجموعة المدفعية الساحلية
  - 531 مجموعة المدفعية الساحلية
  - 690عشر كتيبة مدفعية السكك الحديدية (280 ملم)
  - 403 كتيبة الدراجات
  - 291فرقة مشاة
  - 10 كتيبة مدفع رشاش
  - 272 مجموعة فلاك (هير)
  - 1 الفوج 64 فلاك (لوفتفافه)
    - مجموعة فلاك I/36، I/51، I/111 من 164 164 فلاك

#### مجموعة الدبابات الرابع
يقود مجموعة بانزر الرابعة الجنرال إريك هوبنر (CP في تيلسيت اليوم سوفيتسك).
- فيلق الجيش الميكانيكي e (الجنرال راينهارت)
  - 36فرقة مشاة آلية
  - 269فرقة مشاة
  - فرقة بانزر السادسة
  - فرقة بانزر الأولى
  - كتيبة فلاك II/411 من فلاك 133 (لوفتفافه)
  - الكتيبة 83 لايت فلاك (لوفتفافه)
  - كتيبة فلاك I/3 من 133 133 فلاك (لوفتفافه)
  - مجموعة فلاك 601 (هير)
  - فوج المدفعية الآلية 618
  - فوج المهندسين 628
  - فوج البناء الهندسي 71
- فيلق الجيش الميكانيكي LVI (الجنرال فون مانشتاين )
  - 290 فرقة مشاة
  - 3فرقة مشاة آلية
  - فرقة بانزر الثامنة
  - الكتيبة 92 فلاك (لوفتفافه)
  - كتيبة فلاك II/23 من فلاك 133 (لوفتفافه)
  - الكتيبة 559 ذاتية الدفع المضادة للدبابات
  - الفوج الهندسي الميكانيكي 678
  - فوج البناء الهندسي 4

### مجموعة جيوش الوسط

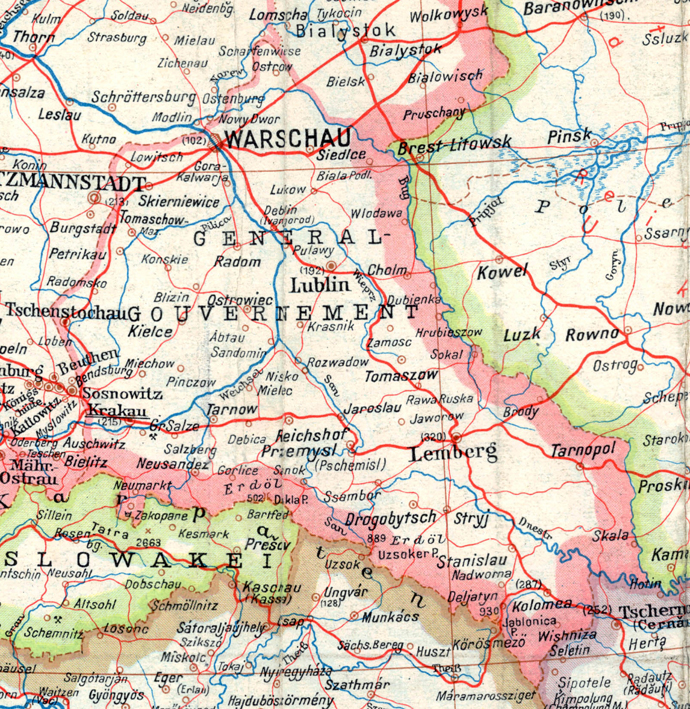
خريطة الحكومة العامة حيث يقع مركز مجموعة الجيش.

مركز مجموعة الجيوش بقيادة المارشال فيدور فون بوك ، يتمركز حول وارسو ، بولندا في 22 يونيو، ومهمته هي الاستيلاء على موسكو وتحييد نظام الدفاع السوفيتي الرئيسي. قاد الهجوم الألماني على الاتحاد السوفيتي .

#### الجيش الرابع
الجيش الرابع بقيادة المارشال فون كلوج .

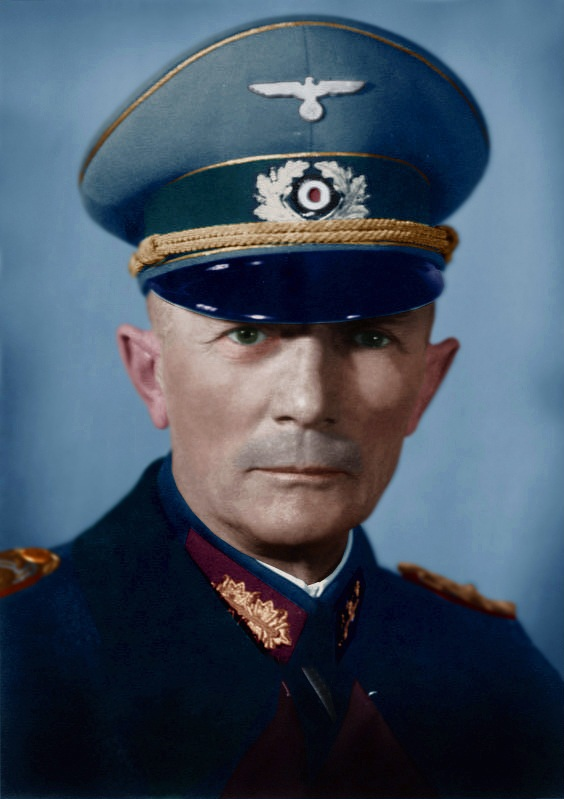
فيدور فون بوك ، قائد مجموعة جيوش الوسط.

- الجيش الثامن إي (الجنرال هيتز) 28 فرقة مشاة 161 فرقة مشرية 8 فرقة مشوار 184 فرقة قنابل الهجوم 802 فرقة المدفعية المتحركة 801 فرقة المدفوعة بالمدفعية 783 فرقة المدفاعة المتحركة 627 فرقة المد المدفعية المحركة 677 فرقة المدفن المتحركة 815 و 641 فرقة مدفعية المحركية (305 مم) 680 فرقة المدفونة المحركية I/84 فرقة المدفين المتحركة (240 مم) 1 فرقة من قذائف المتحركة (إفيرن) 517 فرقة من 34 فرقة من المتحركة
  - 28 فرقة مشاة
  - 161فئة المشاة
  - فرقة مشاة ثمانية
  - بطالون 184 من قنابل الهجوم
  - 802م فوج المدفعية المحركية
  - 801م فوج المدفعية المحركية
  - 783م فوج المدفعية المحركية
  - 627e فوج المدفعية المحركية
  - 677م فوج المدفعية المحركية
  - 815 و 641 مدفعية محركية (305 مم)  
  - كتيبة 680 من المدفعية المحركية
  - كتيبة I/84 من e المحركية (240 مليمتر)  
  - فرقة الرماية الأولى (نيبليرفر)
  - 517ee فوج الهندسة المحركية
  - 34 فيجنته بناء الهندسة
- العسكري العشرينe (الجنرال ماتيرن) 256فئة المشاة 162فئة المشاط 210فئة قنون الهجوم 613فئة المدفعية المتحركة 70فئة المدفوعة المتحركة 606فئة المدفن المتحركة 512فئة الهندسة 42فئة البناء الهندسة
  - فرقة مشاة 256
  - 162فئة المشاة
  - مجموعة 210 من قنون الهجوم
  - 613م فوج المدفعية المحركية
  - 70 فئة مدفعية محركية
  - 606م فوج المدفعية المحركية
  - 512م فئة الهندسة
  - 42 فيجنته بناء الهندسة
- 6/88م كتيبة المدفعية المحركية II/57م كتيبة المعدحية المحركة 10م فوجة الهندسة البناء
  - 26 فرقة مشاة
  - الفرقة السادسة من المشاة
  - بطولة 848 من طيارات المعدات
  - كتيبة المعدات المتحركة رقم 2/57
  - 10م فئة بناء الهندسة
- في الجيش (الجنرال فون روف) 35 فرقة مشاة 5 فرقة مشية 842 فرقة مدفعية 847 فرقة مدفوعة 847 فرق 104 فئة هندسة البناء
  - 35 فرقة مشاة
  - فصيلة المشاة الخامسة
  - 842ee كتيبة المدفعية المحركية
  - 847 كتيبة مدفعية محركية
  - فئة 104 من التجهيزات الهندسية
- الجيش الثاني والثلاثون (الجنرال كونتز) تعزيز من يوليو
  - فرقة مشاة SS 1 "ريتشفيرر SS"
  - فرقة مشاة 129
  - 87 فرقة مشاة
  - فرقة المشاة 102
  - فرقة المشاة 106 (غائبة في 22 يونيو)
  - الفرقة 110 (غير موجودة في 22 يونيو)
- احتياطيات الجيش التاسع
  - 403مقسم الأمن (قوات الأمن)
  - 561e كتيبة مكافحة السيارات
  - 273 كتيبة من فلاك خفيفة (هير)
  - 125 فلاك (Luftwaffe) فلاك II/4، I/52، II/491، I/FLR
    - كتائب فلاك II/4، I/52، II/491، I/FLR

### مجموعة جيوش الجنوب

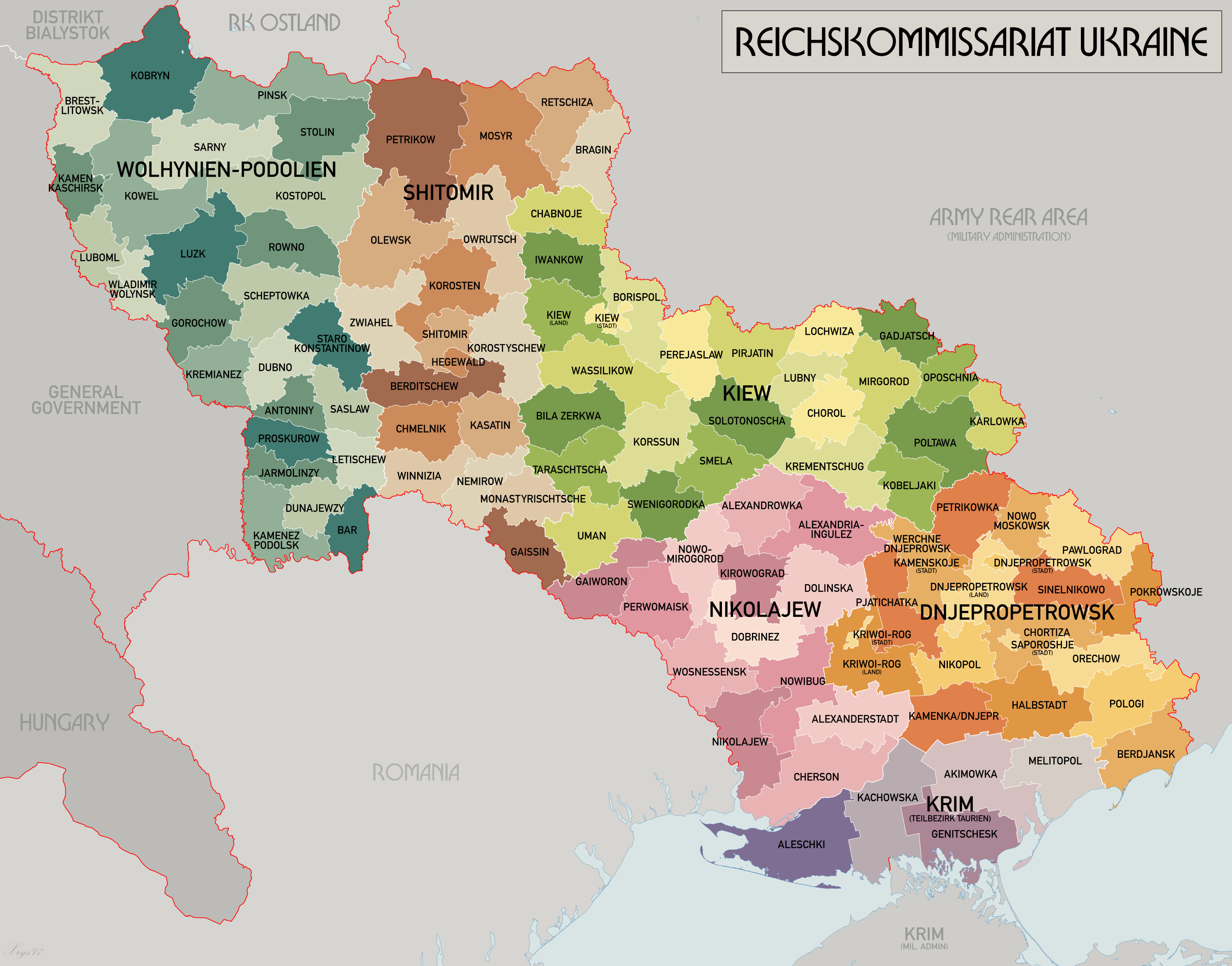
خريطة مفوضية الرايخ في أوكرانيا في عام 1941، في 22 يونيو ، كان الهدف الأساسي لمجموعة جيوش الجنوب.

مجموعة الجيوش الجنوبية يقودها المشير فون روندستيدت ، وتتمركز من فيستولا ، بولندا، إلى البحر الأسود في 22يونيو1941 . ومهمتها هي الاستيلاء على أوكرانيا : كييف وميناء أوديسا. حصل على دعم من الأسطول الجوي 4 للجنرال ألكسندر لوهر بالإضافة إلى جيشين رومانيان، فيلق الجيش الروماني والقوات السلوفاكية.

#### مجموعة البانزر 1
- فيلق الجيش الميكانيكي أ] (الجنرال كيمبف)
  - 57فرقة مشاة
  - فرقة بانزر الحادية عشرة
  - فرقة بانزر السادسة عشرة
  - مجموعة الأسلحة الهجومية 197
  - فوج المدفعية الآلية 619
  - فوج المدفعية الآلية 612

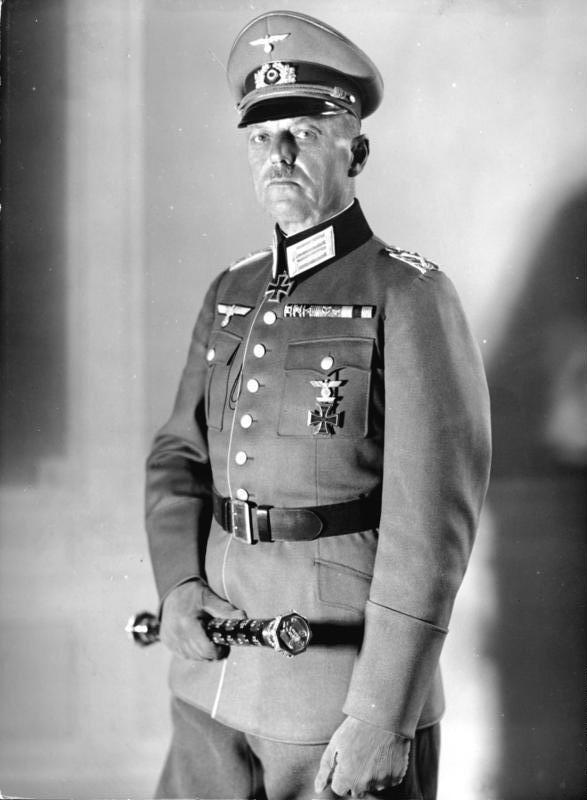
جيرد فون روندستيدت ، قائد مجموعة الجيوش الجنوبية.

  - II/814 كتيبة مدفعية آلية (240 مم)
  - لير 2 فوج قاذفة الصواريخ (nebelwerfer)
  - الفوج الهندسي الميكانيكي 520
  - فوج البناء الهندسي 45
- الفيلق 2 (الجنرال ديسلوخ)
  - فوج فلاك 6
  - فوج فلاك هيرمان جورينج »
- فيلق الجيش الميكانيكي XIV (الجنرال فون فيترشهايم)
  - فرقة بانزر التاسعة
  - فرقة إس إس بانزر فيكينج الخامسة
  - كتيبة المدفعية الآلية المختلطة 602
  - الكتيبة 86 الخفيفة الآلية (Luftwaffe)
- فيلق الجيش الميكانيكي III (الجنرال فون ماكينسن)
  - فرقة بانزر 13
  - فرقة بانزر 14
  - مجموعة الأسلحة الهجومية 191
  - فوج المدفعية الآلية 511
  - فوج المدفعية الآلية 704
  - الكتيبة 603 الخفيفة الآلية (هير)
  - الكتيبة 652 ذاتية الدفع المضادة للدبابات
  - فوج قاذفة الصواريخ 54 (nebelwerfer)
  - كتيبة مدفعية آلية I/84 (240 ملم)
  - الفوج الهندسي الميكانيكي 511
- احتياطيات مجموعة بانزر
  - لايبشتاندارته أدولف هتلر
  - 25 فرقة مشاة آلية
  - 16 فرقة مشاة آلية
  - مفرزة مضادة للدبابات ذاتية الدفع 670
  - الفوج الهندسي الآلي 700

#### الإستعداد للمعركة
فيما يأتي الإستعداد الدول المحور والاتحاد السوفيتي
| ترتيب الوحدات العسكرية – يونيو 1941 | ترتيب الوحدات العسكرية – يونيو 1941 |
| قوات المحور | القوات السوفيتية |
| --- | --- |
| مسرح العمليات الشمالي - جيش النرويج - الجيش الفنلندي - جيش كاريليا مجموعة الجيوش الشمالية - الجيش 18 - الجيش الرابع بانزر - الجيش 16 - سلاح الجو 1 مجموعة الجيوش الوسطى - الجيش الثالث بانزر - الجيش 9 - الجيش 4 - الجيش الثاني بانزر - سلاح الجو 2 مجموعة الجيوش الجنوبية - الجيش 6 - الجيش الأول بانزر - الجيش 17 - حملة القوات السلوفاكية - فيلق الجيش المجري الملكي - الجيش 11 - حملة الفيلق الإيطالي في روسيا - الجيش الروماني الثالث - الجيش الروماني الرابع - سلاح الجو 4 | الجبهة الشمالية - الجيش 7 - الجيش 14 - الجيش 23 - الفيلق الميكانيكي 10 - الفيلق الميكانيكي الأول - قوة الدفاع الجوي السوفيتي الشمالي جبهة شمالية غربية - الجيش 27 - الجيش 8 - الفيلق الميكانيكي 12 - الجيش 11 - الفيلق الميكانيكي الثالث - الفيلق الجوي الخامس - القوات الجوية السوفيتية في البلطيق - الإسطول الشمالي - إسطول البلطيق جبهة غربية (الاتحاد السوفيتي) - الجيش 3 - الفيلق الميكانيكي 11 - الجيش 10 - الفيلق الميكانيكي 6 - الفيلق الميكانيكي 13 - الجيش الرابع - الفيلق الميكانيكي 14 - الجيش 13 - الفيلق الميكانيكي 17 و الفيلق الميكانيكي 20 - فيالق رماة 2 ورماة 21 ورماة 44 ورماة 47 ورماة 50 والفيلق الجوي الرابع - القوات الجوية السوفيتية الغربية جبهة جنوبية غربية - الجيش الخامس - الفيلق الميكانيكي 9 - الفيلق الميكانيكي 22 - الجيش السادس - الفيلق الميكانيكي الرابع - الفيلق الميكانيكي 15 - الجيش 26 - الفيلق الميكانيكي 8 - الجيش 12 - الفيلق الميكانيكي 16 - فيالق رماة 31 ورماة 36 ورماة 49 ورماة 55 والفيلق الجوي الأول - القوات الجوية السوفيتية في كييف الجبهة الجنوبية - الجيش التاسع المستقل - الفيلق الميكانيكي 2 - الفيلق الميكانيكي 18 - فيالق رماة 7 ورماة 9 والفيلق الجوي الثالث - القوات الجوية السوفيتية في أوديسا - أسطول البحر الأسود جيوش ستافكا الإحتياطية (الإصطفاف الاستراتيجي الثاني) - الجيش 16 - الفيلق الميكانيكي الخامس - الجيش 19 - الفيلق الميكانيكي 26 - الجيش 20 - الفيلق الميكانيكي السابع - الجيش 21 - الفيلق الميكانيكي 25 - الجيش 22 - الجيش 24 - فيالق رماة 20 ورماة 45 ورماة 67 والفيلق الجوي 21. |

## الجيش الأحمر
في عام 1941، كان الجيش الأحمر لا يزال يعاني من مشكلة القيادة. ويختلف هيكل القيادة من جبهة إلى أخرى ; حرمت عمليات التطهير الكبرى في ثلاثينيات القرن العشرين الجيش السوفيتي من القادة الأكفاء.
المصطلح " جبهة " ( بالروسية : front) يعين في المصطلحات العسكرية السوفيتية ما يعادل مجموعة الجيش الألماني. لم يتم الإشارة في ترتيب المعركة السوفيتي هذا إلى المناطق العسكرية الداخلية ولا مناطق آسيا وسيبيريا والشرق الأقصى ولا احتياطيات ستافكا.

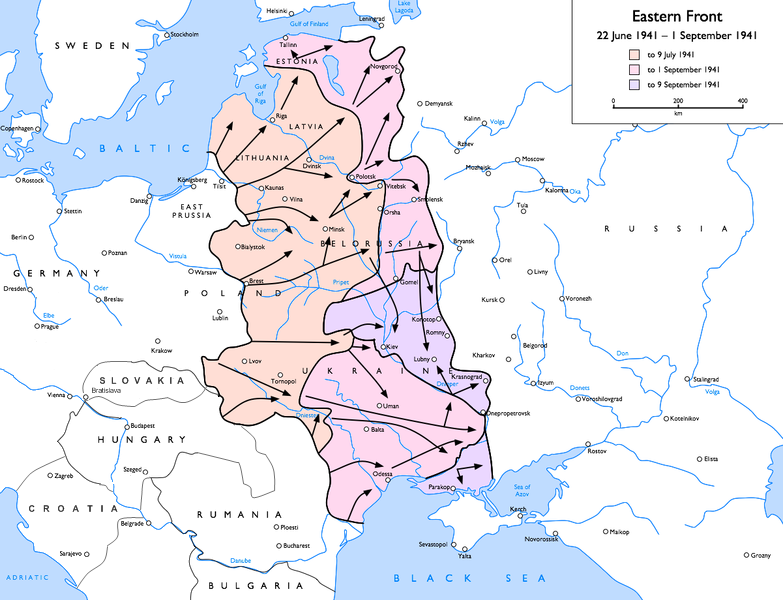
الجبهة الشرقية أثناء بدء عملية بربروسا (1941-1942).

يتولى قيادة منطقة لينينغراد الجنرال ماركيان بوبوف وهو مسؤول عن الدفاع عن حدود الاتحاد السوفيتي بالقرب من لينينغراد (المقر الرئيسي في لينينغراد). أصبحت قوات المنطقة الجبهة الشمالية في 22 يونيو 1941 . التكوين اعتبارًا من 24 يونيو 1941 :
احتياطي أمامي :
- 8 لواء البندقية (شبه جزيرة هانكو : ملحقة بقيادة الدفاع الساحلي).
- الفوج الأمني 2
- 541 و 577 فوج المدفعية
- 12 و 29 فوج مهندس
- 21 و 22 25 و 29 المناطق المحصنة
- 7 9 11 فوج حرس الحدود (NKVD)
- الفيلق الميكانيكي  (تشيرنيافسكي).
  - الفرقة المدرعة 1 (منفصلة عن الجيش 14 )
  - الفرقة المدرعة 3
  - فرقة المشاة الآلية 163
  - فوج الدراجات النارية 5

#### الجيش السابع
الجيش 7 بقيادة الجنرال جوريلينكو (المقر الرئيسي في ألاغاتوفاسا)

## فهرس
- موقع الويب niehorster.org (ترتيب المعركة في الحرب العالمية الثانية باللغة الإنجليزية).

1. ↑  مناطق الاتحاد السوفيتي العسكرية الغربية